# Atypus baotianmanensis
Atypus baotianmanensis Hu è un ragno appartenente al genere Atypus della famiglia Atypidae.
Il nome deriva dal greco ᾶ-, àlfa-, con valore di negazione della parola seguente, e τύπος, typos, cioè forma, immagine, tipo, ad indicarne la forma atipica a causa della sproporzione dei cheliceri e delle filiere.
Il nome proprio deriva dalla riserva naturale di Baotianman, nella prefettura di Nanyang, appartenente alla provincia di Henan, nella Cina centrale e dal suffisso latino -ensis, che significa: presente, che è proprio lì.

## Comportamento
Come tutti i ragni del genere Atypus, anche questa specie vive in un tubo setoso parallelo al terreno, per una ventina di centimetri circa seppellito e per altri 8 centimetri fuoriuscente. Il ragno resta in agguato sul fondo del tubo: quando una preda passa sulla parte esterna, le vibrazioni della tela setosa allertano il ragno che scatta e la trafigge, per poi rompere la sua stessa tela, portarsi la preda nella parte interna e cibarsene..

## Distribuzione
Rinvenuta nella riserva naturale di Baotianman, nella prefettura di Nanyang, nella Cina centrale.